# Metlojane
Metlojane est une ville du Botswana.